# Ogden Reservoirs
Die Ogden Reservoirs sind zwei Stauseen westlich von Barley am Südrand des Pendle Hill in Lancashire, England. Das Gebiet, in dem sie liegen, stellt einen abgetrennten Teil der AONB Forest of Bowland dar.
Der Ogden Clough, der Oberlauf des Pendle Water speist zunächst das Upper Ogden Reservoir und fließt dann durch das östlich davon gelegene Lower Ogden Reservoir. Die Stauseen dienen der Trinkwasserversorgung der Stadt Nelson und ihrer Umgebung.
Der größere der beiden Stauseen, das Lower Ogden Reservoir, wurde 1914 und das Upper Ogden Reservoir wurde 1906 fertiggestellt. 1931 wurde das an der Südseite der Stauseen gelegene Fell Wood, 1935 das an der Nordseite gelegene Blue Wood und die benachbarte Buttock Plantation angelegt.